# Adaga suíça
A adaga suíça (do alemão "Schweizerdolch"), também chamada adaga baselarda, é uma arma branca monomanual, corto-perfurante e bigume, que foi largamente utilizada pelos mercenários suíços na Idade Média tardia e no Renascimento.  
Sucessora da espada baselarda, surge por torno do final do século XIV, quando aquele tipo de arma começou a sofrer alterações significativas ao seu feitio, tendo dado origem a dois tipos diferentes de arma: a espada suíça e a adaga suíça.

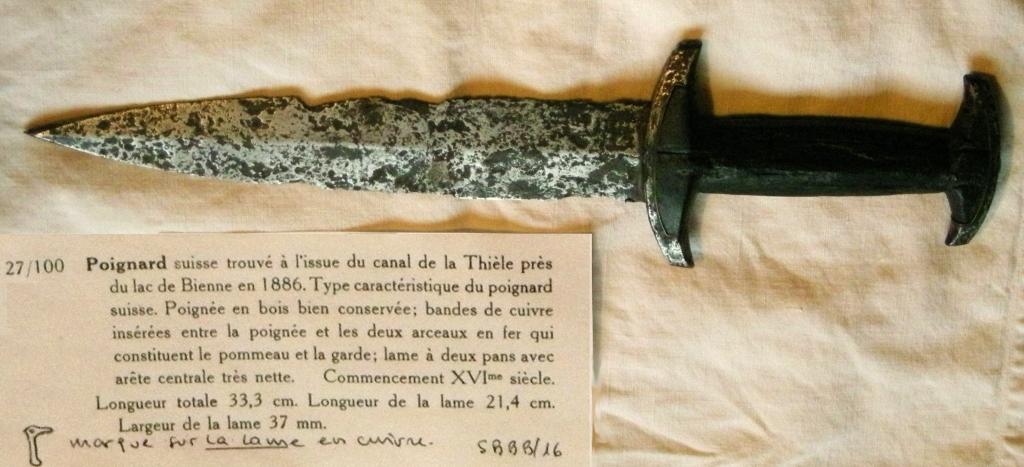
Adaga suíça, advento do século XVI, descoberta no rio Thiélle, Suíça.

Estritamente falando, está a meio termo entre a adaga e o punhal. Tendo em vista que, enquanto arma plebeia, as suas dimensões nunca foram estritamente uniformizadas e regulamentadas, haverá exemplares que se enquadrarão mais estreitamente na categoria de adaga, ao passo que outros se inserirão mais adequadamente na de punhal.
No século XV ainda havia uma certa ambiguidade entre a espada suíça e a adaga suíça, porque as suas dimensões eram muito variáveis, pelo que há exemplares que oscilam entre a espada curta ou a adaga longa. 
É só no século XVI que as diferenças entre os dois tipos de armas se distinguem mais pronunciadamente, à medida que as espadas suíças foram ficando mais longas e as adagas suíças mais curtas.

## Feitio
Caracteriza-se pela sua lâmina bigume, curta e linguiforme e pontiaguda. A lâmina, tradicionalmente, tinha um vinco que fazia a bissectriz da folha, percorrendo-a em linha recta até à ponta da arma, que, por sua vez, rematava em ponto diamante. A adaga teria um comprimento total de cerca de 35 a 45 centímetros, dos quais, a lâmina mediria entre 22 a 30 centímetros, pesava à volta de 275 a 550 gramas. 
A empunhadura era convexa e ostentava o formato característico em H estilizado, que já se via antanho na espada baselarda, herdado do século XIII, e que persistiu nas armas suíças, adquirindo o estatuto de característica emblemática. Quer isto dizer, portanto, que o guarda-mão era em crescente ou meia-lua, convexo, voltado para baixo, ou seja, na mão do portador da arma. Ao passo que o pomo era em crescente ou meia-lua, côncavo, voltado para cima, ou seja, na direcção da mão do portador e da lâmina.
A bainha era normalmente em madeira ou coiro e vinha amiúde acompanhada de uma pedra de amolar, podendo ser decorada com representações votivas bíblicas ou históricas.

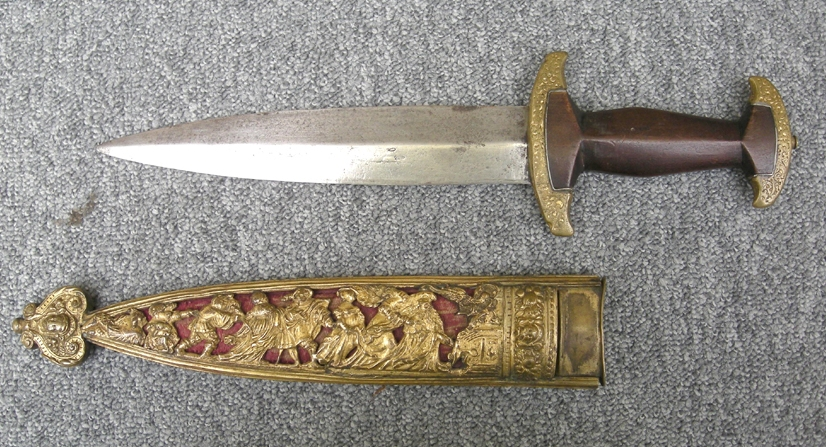
Adaga suíça, estilo Holbein

## História
Há exemplares herdados ao longo de gerações, fabricadas por Urs Graf, o Velho (ourives e mercenário suíço do século XVI); Niklaus Manuel (artista e mercenário suíço de finais do século XV e princípios do século XVI) e Hans Holbein, o Jovem.
Depois da segunda metade do século XVI torna-se numa arma ornamental, um símbolo emblemático e distintivo, reservado a certos sujeitos das classes sociais abastadas. A bainha e a empunhadura eram, de acordo com o que se depreende da maioria dos exemplares desse período, de metal dourado e amiúde decorados com cenas bíblicas e ou históricas (sejam da antiguidade clássica ou da própria história suíça). 
Há poucos exemplares genuínos das adagas suíças da segunda metade do século XVI, estima-se que serão cerca de 156 ao todo. No século XIX, para corresponder à grande procura do mercado coleccionista, que se deixara levar por uma moda de nacionalismo romantizado, pulularam aos rodos as réplicas contrafeitas, que acabaram por saturar o mercado e dificultar a tarefa de distinguir as adagas originais e genuinas dos século XV e XVI, das réplicas.

Punhal de guerra usado pelo exército suíço, inspirada na adaga suíça

Uma das obras-primas de Hans Holbein, o Jovem, é um exemplar de 1521, em que há uma representação da "dança macabra" na bainha, sendo que esse exemplar terá servido de paradigma para inúmeras outras adagas suíças, posteriores (a maioria das quais, datadas das décadas de 60 e 70 do século XVI), algumas das quais terão sobrevivido até aos dias de hoje. As adagas suíças deste período, por vezes também são denominadas adagas de "Holbein", sendo certo que há muito poucos exemplares genuínos nos dias de hoje.
A adaga suíça deixa de ser usada por torno do século XVI.
Serviu de inspiração para a criação do punhal oficial do exército suíço em 1943, só sendo descontinuada em 1955, e da faca de guerra da panóplia nazi, empunhada por membros das SS, SA, e formações da NSKK.